# Mignon (storia)

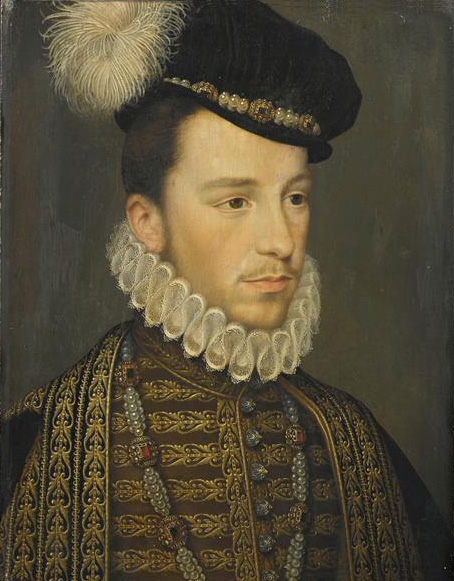
Enrico, duca d'Anjou
in un ritratto di François Clouet (1570).
Il giovane principe si fa notare per la sua eleganza e il suo gusto per il lusso.

Mignon è il nome dato nel XVI secolo ai favoriti del re di Francia Enrico III (1551-1589).

## Presentazione
Enrico III allontanò dagli affari di Stato i nobili di grandi famiglie che non avevano smesso, dall'inizio delle guerre di religione, di litigare per il potere. Al contrario promosse alla corte degli uomini di piccola nobiltà, ai quali affidò alte responsabilità. Desiderava appoggiarsi a questi uomini nuovi per governare. La sua corte vide dunque apparire un cerchio molto ristretto di favoriti che conobbero, grazie al loro protettore, una folgorante fortuna. Ironicamente verranno chiamati i mignons (in italiano carini, graziosi).

## IMignon
Tra i più celebri nomi figurano quelli di:
- Louis de Béranger du Guast;
- François d'O;
- Henri de Saint-Sulpice;
- Jacques de Caylus;
- Louis de Maugiron;
- François d'Espinay;

Ma i due collaboratori più vicini al re, gli archimignons, erano:
- Anne de Batarnay de Joyeuse, barone d'Arques, fatto duca di Joyeuse
- Jean Louis de Nogaret de La Valette, soprannominato «il mezzo re», fatto duca d'Épernon

## Ritratto di un re
Si dice di Enrico III che fosse il favorito di sua madre, Caterina de' Medici. I suoi contemporanei lo trovavano bello ma particolarmente effeminato e questo, forse, perché fu allevato da italiani di costumi dissoluti.
Il re, di vasta cultura, era in effetti molto preoccupato del suo aspetto e della moda. Così, il giorno della sua incoronazione nella cattedrale di Reims, il 13 febbraio 1575, cambiò sette volte l'abito; lui stesso aveva cucito le gemme sulle stoffe cerimoniali. Due giorni dopo, per il suo matrimonio con Louise de Vaudémont, fu lui a pettinare la sposa e impiegò così tanto tempo ad acconciarle i capelli che la cerimonia venne rinviata al pomeriggio.
Enrico fu pure oggetto di scherno dai suoi contemporanei. All'epoca si tollerava ancora male, in una corte che aveva sempre promosso la bruta virilità e considerato la raffinatezza una debolezza, la propensione di Enrico III e della sua cerchia per la cultura e il senso dei festeggiamenti. In questo Rinascimento, Enrico si liberò dunque degli avanzi di una feudalità brutale: e i pregiudizi dei contemporanei non mancarono di catalogarlo.

## Profilo deimignon
Certo, i favoriti d'Enrico III, influenzati dal loro signore, s'imbellettavano e s'incipriavano, portavano anelli agli orecchi, pizzi e fronzoli ma erano, come il loro protettore, dei famosi donnaioli e dei soldati che dimostrarono il loro valore sul campo di battaglia. La morte del duca di Joyeuse ne è un esempio. I mignon erano anche coraggiosi e prestanti, fieri, spesso violenti e provocatori.

## Enrico III, un donnaiolo
Se Enrico III si è circondato da una corte di mignon, la Storia dimentica che il termine è completamente privo, a quest'epoca, di connotazioni omosessuali. Così, contrariamente all'immagine che ci è pervenuta, Enrico amava le donne ed ebbe diverse amanti:
- Louise de La Béraudière du Rouhet;
- Renée de Rieux de Châteauneuf;
- la bella Maria di Clèves, sposa d'Enrico di Condé, era la donna che egli aveva amato più appassionatamente. Quando apprese della sua morte, nell'ottobre del 1574, cadde in un profondo dolore. Si rifiutò di mangiare per dieci giorni, alternando crisi di sconforto e processioni di penitenti in un delirio mistico, che facevano temere per la sua ragione;
- si era invaghito, poco tempo prima, della bella Veronica Franco, incontrata a Venezia dopo la sua fuga dal suo regno di Polonia;
- prese infine come sposa e regina Louise de Vaudémont, incontrata in Lorena durante il suo viaggio per raggiungere la Polonia: era stato colpito dalla sua somiglianza con Maria di Clèves.